# برتیل رونمارک
برتیل رونمارک (انگلیسی: Bertil Rönnmark; ۲۴ دسامبر ۱۹۰۵ – ۱ آوریل ۱۹۶۷) تیرانداز اهل سوئد بود.
وی در مسابقات کشوری و بین‌المللی در مجموع برندهٔ ۱ مدال طلا شده‌است.